# Alberto Giolitti
Alberto Giolitti (1923-1993) est un auteur de bande dessinée italien.

## Biographie
Spécialisé dans la bande dessinée d'aventure dessinée dans un style réaliste, il travaille à partir de 1949 pour la maison d'édition américaine de comic books Dell Comics (Tarzan, Zorro, The Cisco Kid).
De retour en Italie en 1960, il fonde le studio Giolitti, qui emploie jusqu'à une cinquantaine d'auteurs et livre des histoires dans tout l'Occident, notamment pour les Studios Warner américain, l'International Publishing Corporation britannique et en Allemagne. 
Giolitti lui-même continue à travailler jusqu'à la fin des années 1970 pour le marché américain (Turok, Star Trek, etc.). Il dessine également quelques épisodes de Tex Willer de 1976 à 1993.